# Abdur Rahman Biswas
Abdur Rahman Biswas (in bengalese আবদুর রহমান বিশ্বাস; Shaistabad, 1º settembre 1926 – Dacca, 3 novembre 2017) è stato un politico bangladese, 11º Presidente del Bangladesh dall'ottobre 1991 all'ottobre 1996.